# Stegonotus sutteri
Stegonotus sutteri — вид змій родини полозових (Colubridae). Ендемік Індонезії.

## Поширення і екологія
Stegonotus sutteri є ендеміками острова Сумба в архіпелазі Малих Зондських островів. Вони живуть в сухих тропічних лісах.

## Збереження
МСОП класифікує цей вид як такий, що перебуває під загрозою зникнення. Stegonotus sutteri загрожує знищення природного середовища.